# Igarapé Grajaú
Igarapé Grajaú är ett vattendrag i Brasilien.   Det ligger i delstaten Acre, i den västra delen av landet, 2 800 km väster om huvudstaden Brasília.
I omgivningarna runt Igarapé Grajaú växer i huvudsak städsegrön lövskog. Trakten runt Igarapé Grajaú är nära nog obefolkad, med mindre än två invånare per kvadratkilometer.